# لين سميث
لين سميث (بالإنجليزية: Lane Smith)‏ هو مؤلف وممثل أمريكي، ولد في 29 أبريل 1936 في الولايات المتحدة، وتوفي بنفس المكان في 13 يونيو 2005. بدأ مشواره المهني سنة 1966.

## أعمال

### أفلام
- (1976) شبكة
- (1984) أماكن في القلب
- (1984) ريد دان[4]
- (2000) أسطورة باغر فانس[5]

## وصلات خارجية
- لين سميث على موقع IMDb (الإنجليزية)
- لين سميث على موقع ألو سيني (الفرنسية)
- لين سميث على موقع تيرنر كلاسيك موفيز (الإنجليزية)
- لين سميث على موقع أول موفي (الإنجليزية)
- لين سميث على موقع قاعدة بيانات برودواي على الإنترنت (الإنجليزية)
- لين سميث على موقع قاعدة بيانات الأفلام السويدية (السويدية)
- لين سميث على موقع إن إن دي بي (الإنجليزية)
- لين سميث على موقع قاعدة بيانات الفيلم (الإنجليزية)
- لين سميث على موقع كينوبويسك (الروسية)